# Seillänge
Der Begriff Seillänge beschreibt einerseits die Länge eines Seiles oder auch Kletterseiles, andererseits im Klettersport die Strecke, die mit diesem Seil am Stück geklettert wird, bevor wieder Stand gemacht werden muss. Früher waren dies zumindest 40 m oder 50 m, mit heutigen Seilen auch 60 m oder 70 m.

## Mehrseillängen-Routen
In Mehrseillängen-Routen ist die Länge des empfohlenen oder verwendeten Seiles nicht für die gesamte Kletterstrecke ausreichend, sondern nur immer von einem Standplatz zum jeweils Nächsten. Diese richten sich nach den örtlichen Gegebenheiten und haben nicht immer den Abstand der vollen Länge des Seils. Dennoch werden auch kürzere Kletterstrecken als Seillänge bezeichnet und mitgezählt (z. B. insgesamt vier Seillängen mit 35 Metern, 50 Metern, 25 Metern, 30 Metern; gesamte Kletterstrecke 140 Meter).
Die notwendige Länge des Seils richtet sich dabei nach der längsten vorhandenen Seillänge (im Beispiel benötigt man ein 50-Meter-Seil). Mit einem Seil der Länge 60 Meter kann man allerdings die letzten beiden Seillängen zusammenfassen (am Stück klettern, ohne dazwischen Stand zu machen) und hat dieselbe Route in drei Seillängen durchstiegen.